# .kg
.kg is het achtervoegsel van domeinen van websites uit Kirgizië.